# Сан-Вісенте (округ)
Округ Сан-Вісе́нте (ісп. San Vicente) — адміністративно-територіальна одиниця 2-ого рівня у провінції Буенос-Айрес в центральній Аргентині. Адміністративний центр округу — Сан-Вісенте (ісп. San Vicente).
Населення округу становить 59478 осіб (2010). Площа — 666 кв. км.

## Історія
Округ заснований у 1785 році.

## Населення
У 2010 році населення становило 59478 осіб. З них чоловіків — 29288, жінок — 30190.

## Політика
Округ належить до 3-ого виборчого сектору провінції Буенос-Айрес.